# Mukaijamova aldolová adice
Mukaijamova aldolová adice je organická reakce, druh aldolové reakce mezi silylenoletherem a aldehydem nebo mravenčanem. Reakci objevil Teruaki Mukaijama roku 1973. Jeho volba reaktantů umožňuje překříženou aldolovou reakci aldehydu s ketonem nebo s jiným aldehydem bez samokondenzace aldehydu a je proto často používána v organické syntéze.

## Obecné schéma reakce
Mukaijamova aldolová adice je adice enolsilanů na karbonylové sloučeniny řízená Lewisovou kyselinou. Lze při ní použít sloučeniny s různými organickými skupinami. Na následujícím obrázku je znázorněna zásaditá verze (R2 = H) bez přítomnosti chirálních katalyzátorů:
Vzniká racemická směs enantiomerů. Pokud jsou použity Z- nebo E-enolsilany, vzniká směs čtyř produktů, která obsahuje dva racemáty:
Typickou reakcí tohoto typu je reakce silylenoletheru cyklohexanonu s benzaldehydem. Při pokojové teplotě poskytuje směs threo (63 %) a erythro (19 %) β-hydroxyketonu a exocyklického enonu. V původní reakci byla Lewisova kyselina (zde chlorid titaničitý) použita ve stechiometrickém množství, ovšem existuje i čistě katalytický systém. Reakce je také optimalizována pro asymetrické syntézy.

## Mechanismus
Níže je zobrazen reakční mechanismus pro R2 = H:
V této reakci je jako Lewisova kyselina použit chlorid titaničitý (TiCl4). Nejprve Lewisova kyselina aktivuje aldehydovou skupinu, poté následuje tvorba vazby uhlík-uhlík mezi enolsilanem a aktivovaným aldehydem. Následným odštěpením chlorsilanu vzniká produkt 1. Požadovaný produkt, racemická směs látek 2 a 3, se získá jeho reakcí s vodou.

## Příklady
Typickou reakcí mezi dvěma ketony je reakce acetofenonu jako enolu s acetonem:
Ketonové reakce tohoto typu probíhají za vyšších teplot.
Mukaijama použil pro syntézu taxolu dvě aldolové adice, jednu z nich s ketensilylacetalem a přebytkem bromidu hořečnatého:
a druhou s aminovým chirálním ligandem a triflátovým katalyzátorem:
Využívání komplexů chirálních Lewisových kyselin a Lewisových zásad v asymetrickém katalytickém procesu je nejrychleji se rozvíjející oblastí použití Mukaijamovy aldolové reakce.